# カバジタキセル
カバジタキセル (Cabazitaxel) は、サノフィが開発したタキサン骨格を持つ抗がん剤であり、微小管の脱重合を阻害することにより腫瘍縮小効果を発揮する。商品名ジェブタナ。開発コードXRP-6258。
米国、欧州でホルモン治療抵抗性前立腺癌への適応が認められている。
2014年7月4日、日本においても「前立腺癌」を対象効能・効果として承認された。
他のタキサンよりもP糖タンパク質への親和性が低いので、他のタキサンに耐性の腫瘍に対して奏効する可能性がある他、血液脳関門を通過する。

## 臨床試験
第III相臨床試験には755人の去勢抵抗性前立腺癌患者が登録された。中央生存期間はカバジタキセル群が15.1ヶ月、対照群（ミトキサントロン）が 12.7ヶ月であった。
カバジタキセル群ではグレード3および4の好中球減少症が81.7%の患者に発現した。一方のミトキサントロン群では58%であった。

## 副作用
本剤の過敏反応を軽減させるために、本剤投与に先立って、抗ヒスタミン薬、副腎皮質ホルモン、ヒスタミンH2受容体拮抗薬などの前投与が必要である。
また、重大な副作用として、下記の副作用が挙げられている。（頻度未記載は頻度不明）
- 骨髄抑制（好中球減少症(30.1%)、発熱性好中球減少症(12.5%)、貧血(10.6%)、白血球減少症(7.0%)、リンパ球減少症(0.2%)、血小板減少症(5.5%)、好中球減少性敗血症(0.7%)、敗血症性ショック(0.7%)など）、
- 感染症(16.1%)、播種性血管内凝固症候群(DIC)、静脈血栓塞栓症(1.2%)、
- 腎不全(1.0%)、肝不全、肝機能障害、急性膵炎、不整脈(1.0%)、心不全、心筋梗塞、
- 消化管出血(1.0%)、消化管穿孔、イレウス(0.2%)、重篤な腸炎(0.5%)、重篤な下痢(5.1%)、
- 心タンポナーデ、浮腫(3.9%)、体液貯留、アナフィラキシーショック、
- 末梢神経障害、皮膚粘膜眼症候群（Stevens-Johnson症候群）、間質性肺疾患（肺臓炎、急性呼吸窮迫症候群など）

日本国内で実施された第I相臨床試験では、好中球減少、貧血、白血球減少の発現率はいずれも100%、リンパ球減少 88.6%、血小板減少 72.7%であり、中でも好中球減少は全例がグレード3以上であった。
他のタキサンに比べて神経毒性が弱いとされる。
2014年12月、発熱性好中球減少症による死亡例が5例報告された事を受け、厚生労働省はサノフィに対して添付文書を改定し医療機関への情報提供（リスク因子の理解と予防措置、ならびに早期の適切な処置）を実施するよう命じた。上記の重大な副作用欄にはその旨が反映されている。